# Hanaskog
Hanaskog è un'area urbana della Svezia situata nel comune di Östra Göinge, contea di Scania.
La popolazione rilevata nel censimento 2010 era di 1 251 abitanti .